# Laxtobisartade fiskar
Laxtobisartade fiskar (Aulopiformes) är en ordning av fiskar som ingår i klassen strålfeniga fiskar. Enligt Catalogue of Life omfattar ordningen Aulopiformes 257 arter. De är fördelade på 13 familjer.
Ordningens medlemmar förekommer i havet och i bräckt vatten. De saknas i kalla delar av norra Atlanten och norra Stilla havet samt i Norra ishavet och Antarktiska oceanen. Arter som lever i djuphavet är ofta hermafroditer som kan befrukta sina egna ägg. Nyckläckta ungar är larver och de genomgår en metamorfos med flera steg. Laxtobisartade fiskar gömmer sig ofta bakom föremål och överraskar sina byten. Inom släktet Alepisaurus finns arter som blir upp till 2 meter långa.

## Familjer
Familjer enligt Catalogue of Life och Dyntaxa:
- Alepisauridae
- Anotopteridae
- Aulopidae
- Bathysauridae
- Bathysauroididae
- Bathysauropsidae
- Chlorophthalmidae
- Evermannellidae
- Giganturidae
- Ipnopidae
- Notosudidae
- Omosudidae
- laxtobisfiskar (Paralepididae)
- Paraulopidae
- Pseudotrichonotidae
- Scopelarchidae
- Synodontidae